# Irms Pauli
Irms Pauli (* 2. Oktober 1926 als Irmgard Pauli in Wernigerode; † 16. Juni 1988 in Fulda) war eine deutsche Kostümbildnerin.

## Leben
Sie war die Tochter des Rechtsanwaltes Oskar Pauli und seiner Frau Margarete geb. Hasert, ebenfalls Tochter eines Rechtsanwaltes in Wernigerode. Pauli absolvierte eine Schneiderlehre und in Hamburg die Meisterschule für Mode. 1949 begann sie, als Assistentin der Kostümbildnerin Erna Sander für die Real-Film zu arbeiten. 1953 zeichnete sie erstmals selbst als Chefkostümbildnerin verantwortlich. In den fünfziger Jahren entwarf sie die Kleidung für verschiedene Filmkomödien, Filmdramen, Revue- und Schlagerfilme. In den sechziger Jahren wurde sie die bedeutendste Kostümbildnerin des deutschsprachigen Films, als sie einen Teil der Doktor-Mabuse-Filmreihe sowie viele Edgar-Wallace-Filme und Karl-May-Filme ausstattete.
Ihre wohl wichtigste Kreation war die immer gleich bleibende Kleidung der Karl-May-Helden Winnetou und Old Shatterhand, dargestellt von Pierre Brice und Lex Barker, deren optisches Erscheinungsbild sie damit erheblich prägte. Auch an anderen Großproduktionen dieser Zeit wie Die Nibelungen und Kampf um Rom war Irms Pauli als Kostümbildnerin beteiligt.
Seit 1961 arbeitete sie auch für das Fernsehen, wo sie sich besonders mit Operettenfilmen und in der Vergangenheit spielenden Serien beschäftigte. Das aufwändigste Projekt in dieser Hinsicht war die internationale Produktion Jenseits der Morgenröte (1984). Irms Pauli starb als Beifahrerin bei einem Autounfall.

## Filmografie (Auswahl)
- 1949: Schicksal aus zweiter Hand (Assistenz)
- 1952: Klettermaxe (Assistenz)
- 1953: Das singende Hotel
- 1953: Das Nachtgespenst
- 1953: Hochzeit auf Reisen
- 1954: Fräulein vom Amt
- 1954: Die Mücke
- 1955: Ball im Savoy
- 1955: Drei Tage Mittelarrest
- 1955: Der Cornet – Die Weise von Liebe und Tod
- 1956: Nina
- 1956: Zu Befehl, Frau Feldwebel!
- 1956: Made in Germany
- 1957: Haie und kleine Fische
- 1957: Träume von der Südsee
- 1957: Die Beine von Dolores
- 1958: Grabenplatz 17
- 1958: Der Mann im Strom
- 1958: Nachtschwester Ingeborg
- 1958: Der lachende Vagabund
- 1958: Hunde, wollt ihr ewig leben
- 1959: Natürlich die Autofahrer
- 1959: Das blaue Meer und Du
- 1959: Drillinge an Bord
- 1959: Nacht fiel über Gotenhafen
- 1960: Das hab’ ich in Paris gelernt
- 1960: Division Brandenburg
- 1960: Im Namen einer Mutter
- 1960: Fabrik der Offiziere
- 1960: Der letzte Fußgänger
- 1960: Gauner-Serenade
- 1961: Unter Ausschluß der Öffentlichkeit
- 1961: Auf Wiedersehen
- 1961: Barbara
- 1962: Die unsichtbaren Krallen des Dr. Mabuse
- 1962: Der Schatz im Silbersee
- 1963: Der Fluch der gelben Schlange
- 1963: Die weiße Spinne
- 1963: Der Würger von Schloß Blackmoor
- 1963: Der schwarze Abt
- 1963: Winnetou 1. Teil
- 1963: Verspätung in Marienborn
- 1964: Zimmer 13
- 1964: Wartezimmer zum Jenseits
- 1964: Freddy und das Lied der Prärie
- 1964: Winnetou 2. Teil
- 1964: Unter Geiern
- 1965: Der letzte Mohikaner
- 1965: Spione unter sich (La Guerre secrete)
- 1965: Der Ölprinz
- 1965: Durchs wilde Kurdistan
- 1965: Winnetou 3. Teil
- 1965: Der unheimliche Mönch
- 1966: Winnetou und das Halbblut Apanatschi
- 1966: Winnetou und sein Freund Old Firehand
- 1966: Der Bucklige von Soho
- 1966: Die Nibelungen, 1. Teil: Siegfried von Xanten
- 1967: Die Nibelungen, 2. Teil: Kriemhilds Rache
- 1967: Die blaue Hand
- 1967: Der Mönch mit der Peitsche
- 1967: Die Schlangengrube und das Pendel
- 1967: Der Tod läuft hinterher (TV-Dreiteiler)
- 1968: Heidi kehrt heim
- 1968: Im Banne des Unheimlichen
- 1968: Winnetou und Shatterhand im Tal der Toten
- 1968: Der Tod im roten Jaguar
- 1968: Kampf um Rom (zwei Teile)
- 1969: Todesschüsse am Broadway
- 1970: Das gelbe Haus am Pinnasberg
- 1970: Perrak
- 1971: Und Jimmy ging zum Regenbogen
- 1971: Schüler-Report
- 1971: Liebe ist nur ein Wort
- 1972: Der Stoff aus dem die Träume sind
- 1972: Der Graf von Luxemburg
- 1972: Und der Regen verwischt jede Spur
- 1972: Der Zarewitsch (TV)
- 1973: Paganini (TV)
- 1974: Das Land des Lächelns (TV)
- 1975: Salon Kitty
- 1979: Timm Thaler (TV)
- 1980: Luftwaffenhelfer (TV)
- 1984: Jenseits der Morgenröte (TV)
- 1986: Evelyn und die Männer (TV)